# クワハーダ
クワハーダあるいはクアハーダ（スペイン語: Cuajada）は、乳製品の一種の凝乳である。伝統的には羊乳から作られるが、今日では工業的に牛乳から作られることが多い。スペインの北東部（バスク州、ナバラ州、カスティーリャ・レオン州、ラ・リオハ州）で人気が高い。南アメリカでは、エルサルバドル、ホンジュラス、ニカラグア等の国で人気がある。
クワハーダは、蜂蜜やクルミ、時には砂糖を添えてデザートとして食べられる。果物か蜂蜜とともに朝食として食べられる場合もある。温めた生の牛乳をレンネットまたは植物抽出物と混ぜ、凝固させて作られる。伝統的にはカイクと呼ばれる木製の容器の中で作られる。その後赤く熱した火かき棒で加熱し、独特の微かな焦げた風味を与える。クワハーダは、スペイン語で「凝固した」(curdled)という意味である。バスク州では、mamia、gatzatua、ナバーラ州北部ではgaztanberaとも呼ばれる。
ポルトガル語で「凝固した」という意味のcoalhadaという食べ物がブラジル、特に伝統的なレシピの残っている田舎地域で見られる。沸騰させた牛乳かヤギ乳にレモン汁や酢等の植物由来の酸性物質を加えて凝固させた乳とヨーグルトから作られる。レシピは様々だが、甘味としては砂糖か果樹が用いられる。